# Habsburg Etelka
Habsburg Etelka vagy Habsburg–Lotaringiai Adelheid, teljes nevén Adelheid Maria Josepha Sixta Antonia Roberta Ottonia Zita Charlotte Luise Immakulata Pia Theresia Beatrix Franziska Isabelle Henriette Maximiliana Genoveva Ignatia Marcus d’Aviano von Österreich (Bécs, 1914. január 3. – Pöcking, 1971. október 3.) a Habsburg–Lotaringiai-házból született osztrák főhercegnő, magyar és cseh királyi hercegnő, az utolsó magyar királynak, IV. Károlynak és Zita Bourbon–parmai hercegnőnek gyermeke.

## Élete
Adelheid főhercegnő 1914-ben született a bécsi Hetzendorf kastélyban, Károly főherceg és Zita Bourbon–parmai hercegnő második gyermekeként, illetve első leányaként. Világra jötte után még hat gyermek született a családban, így összesen nyolcan voltak testvérek:
- Habsburg Ottó  (1912–2011)
- Habsburg Etelka (Adelheid) (1914–1971)
- Habsburg Róbert (1915–1996)
- Habsburg Félix  (1916–2011)
- Habsburg Károly Lajos (1918–2007)
- Habsburg Rudolf (1919–2010)
- Habsburg Sarolta (1921–1989)
- Habsburg Erzsébet (1922–1993)

1916. november 21-én, I. Ferenc József halála után Adelheid édesapja lépett az Osztrák–Magyar Monarchia trónjára, így Adelheidből magyar és cseh királyi hercegnő lett. Mivel ekkor zajlott az első világháború, a főhercegnő gyakran elkísérte édesapját és bátyját, Ottót a seregszemlékre.
1918-ban, a háború elvesztése és a Monarchia összeomlása után a királyi családot száműzték Svájcba, majd IV. Károly 1921-es, sikertelen puccskísérlete után Madeirára. Az utolsó magyar király itt halt meg 1922. április 1-jén betegségben. Etelka édesanyja itt nevelte fel gyermekeit, özvegyen és meglehetősen szerény körülmények között.
1933 decemberében Adelheid Budapestről az osztrák fővárosba utazott, így ő volt az első olyan tagja a királyi családnak, aki Bécsben járt a köztársaság kikiáltása óta. Később beiratkozott a Belgiumban található Leuveni Egyetemre, amelyet 1938-ban végzett el, doktori címet szerezve. A második világháború alatt a családdal az USA-ba menekült a nácik elől.
Később visszatért Európába, de sohasem ment férjhez. A bajorországi Pöcking városában halt meg 1971. október 3-án, öt nappal később Tuflesben temették el.